# Белл Тауншип (округ Клірфілд, Пенсільванія)
Белл Тауншип (англ. Bell Township) — селище (англ. township) в США, в окрузі Клірфілд штату Пенсільванія. Населення — 687 осіб (2020).

## Демографія
Згідно з переписом 2010 року, у селищі мешкало 760 осіб у 307 домогосподарствах у складі 218 родин. Було 559 помешкань
Расовий склад населення:
| - 99,3 % — білих - 0,3 % — корінних американців |

До двох чи більше рас належало 0,4 %. Частка іспаномовних становила 0,4 % від усіх жителів.
За віковим діапазоном населення розподілялося таким чином: 22,5 % — особи молодші 18 років, 58,7 % — особи у віці 18—64 років, 18,8 % — особи у віці 65 років та старші. Медіана віку мешканця становила 45,4 року. На 100 осіб жіночої статі у селищі припадало 101,1 чоловіків;  на 100 жінок у віці від 18 років та старших — 108,1 чоловіків також старших 18 років.
Середній дохід на одне домашнє господарство  становив 54 113 долари США (медіана — 40 938), а середній дохід на одну сім'ю — 62 036 доларів (медіана — 55 000). Медіана доходів становила 48 750 доларів для чоловіків та 29 091 долар для жінок. За межею бідності перебувало 18,6 % осіб, у тому числі 23,9 % дітей у віці до 18 років та 16,5 % осіб у віці 65 років та старших.
Цивільне працевлаштоване населення становило 342 особи. Основні галузі зайнятості: транспорт — 17,5 %, освіта, охорона здоров'я та соціальна допомога — 16,1 %, будівництво — 12,9 %, виробництво — 10,8 %.